# Domingo García Belaúnde
Domingo García Belaúnde (Lima, 13 de julio de 1944) es un jurista, constitucionalista y catedrático universitario peruano. Es uno de los constitucionalistas más conocidos del país. Actualmente se desempeña como abogado personal de la presidenta Dina Boluarte en materia constitucional.
Tiene una columna y una videocolumna de opinión en el portal conservador El Montonero.

## Biografía
Nacido en Lima en 1944, es hijo del jurista y expresidente de la Corte Suprema Domingo García Rada y de Mercedes Belaúnde Yrigoyen. Es nieto del jurista y diplomático Víctor Andrés Belaúnde Diez-Canseco, así como hermano del excongresista Víctor Andrés García Belaúnde y del diplomático José Antonio García Belaúnde.
Realizó sus estudios escolares en el Colegio de la Inmaculada de Lima. Cursó estudios superiores en las facultades de Letras y Derecho de la Pontificia Universidad Católica del Perú, donde se graduó de bachiller en Derecho (1966) y Filosofía (1973), y en la Facultad de Derecho de la Universidad Mayor de San Marcos, donde obtuvo el grado de Doctor en Derecho (1974).  
Durante su estancia en la Universidad Católica, fundó y fue editor principal de la revista Thémis (1965) y, luego, editor de la revista Derecho. En 1969, realizó estudios de investigación en la Escuela de Derecho de la Universidad de Wisconsin.  
Vinculado estrechamente a la cátedra, desde 1969 es profesor de Derecho Constitucional en la Universidad Católica y ha sido profesor de Derecho Civil y Filosofía del Derecho en las universidades de San Marcos y de Lima, respectivamente. Fue, además, director de la Maestría en Derecho Constitucional de la Escuela de Postgrado de la Universidad Católica. 
Conocida su investigación en el derecho constitucional, tiene varias obras publicadas en libros y revistas especializadas, y es socio del Estudio Flores-Aráoz. 
En 1981 se desempeñó como presidente de la comisión encargada de elaborar un anteproyecto de ley sobre los procesos de habeas corpus y amparo. Dicho proyecto se convertiría en la Ley N.º 23506, Ley sobre Habeas corpus y Amparo, promulgada en diciembre de 1982.
Desde mayo de 2001, dirigió (como vicepresidente), la Comisión de Estudio de las Bases para la Reforma Constitucional, la cual entregó su informe final en julio de 2001. Dicha Comisión fue creada por el gobierno de Valentín Paniagua para comenzar un proceso de reformas a la Constitución Política de 1993. 
Se desempeñó como presidente de la comisión encargada de elaborar el anteproyecto del Código Procesal Constitucional, el cual fue presentado en octubre de 2003. El proyecto pasó al Congreso de la República como proyecto de ley, fue aprobado en mayo de 2004 y entró en vigencia en diciembre del mismo año. 
Es miembro de distintos comités parlamentarios, es presidente de la Comisión Revisora del Código Procesal Constitucional (2009-2010, 2016-2018) y ha sido presidente o miembro de comisiones consultivas en el Congreso y ministerios.
Es, además, secretario general del Instituto Iberoamericano de Derecho Constitucional y presidente honorario de la Asociación Peruana de Derecho Constitucional y ha sido presidente de la Academia Peruana de Derecho.
Junto a al también constitucionalista Ernesto Blume, representa legalmente a la presidenta Dina Boluarte en los litigios que ejerce a título personal en materia constitucional.

## Publicaciones
- Sócrates y la teoría del estado. (1966)
- La idea de justicia en los filósofos griegos. (1972)
- Constitución y política. (1981)
- Conocimiento y derecho. (1982)
- Descentralización en el Perú actual. (1988)
- Los sistemas constitucionales iberoamericanos. (1992)
- Esquema de la constitución peruana. (1992)
- El derecho público actual. (1994)
- Desafíos constitucionales contemporáneos. (1996)
- La Constitución en el péndulo. (1996)
- Derecho procesal constitucional. (1998)
- De la jurisdicción constitucional al derecho procesal constitucional. (2000)
- El hábeas corpus latinoamericano. (2000)
- Constitución y dominio marítimo. (2002)
- La Constitución y su dinámica. (2006)
- Víctor Andrés Belaúnde: peruanidad, contorno y confín. (2007)
- Las sentencias constitucionales. (2008)
- La jurisdicción militar en debate. (2008)
- El control de convencionalidad y sus problemas. (2015)
- Derecho municipal: descentralización y gobernabilidad. (2017)
- Tiempos de constitucionalismo. (2020)
- El constitucionalismo peruano en perspectiva. (2022)